# Dune (группа)
Dune — немецкий музыкальный коллектив, исполняющий композиции в стилях happy hardcore и рейв. Название заимствованно у произведения Фрэнка Герберта Хроники Дюны.

## История
Группа была основана в 1995 году и просуществовала пять лет. В 2000 году Dune распалась в связи с уходом певицы Верены фон Штренге незадолго до запланированного выпуска альбома Reunion, который в результате так и не был опубликован (однако некоторые треки с него вошли в сборник History (The Very Best of) 2000 года. Сейчас Оливер продолжает выступать, как у себя на родине, так и в других странах под именем Dune.

## Состав
- Оливер Фронинг (Oliver Froning, с 1995 года)
- Йенс Эттрих (Jens Oettrich, с 1995 года)
- Бернд Бургхофф (Bernd Burhoff, с 1995 года)
- Верена фон Штренге (Verena von Strenge, 1995—1997, 1999—2000)
- Ванесса Хёрстер (Vanessa Hörster, 1997—1998)
- Тина Ласебаль (Tina Lacebal, 1998)

## Дискография

### Синглы
- «Hardcore Vibes» (1995)
- «Are you ready to fly» (1995)
- «Can't Stop Raving» (1995)
- «Rainbow to the stars» (1996)
- «Hand in Hand» (1996)
- «Million miles from home(single)» (1996)
- «Who Wants to Live Forever (single)» (1996)
- «Nothing compares 2 U» (1997)
- «Keep the secret» (1997)
- «Electric heaven» (1998)
- «One of us» (1998)
- «Dark Side of the Moon» (1999)
- «Heaven» (Не выпущенный из-за постановления суда)
- «Hardcore Vibes 2000» (2000)
- «Rainbow to the stars 2003» (2003)

### Альбомы
- Dune (1995)
- Expedicion (1996)
- Live! (1996)
- Forever (1997)
- Forever and Ever (1998)
- 5 (был запланирован на Август 1998, но не был выпущен)
- Reunion (Был запланирован на 2000 год, но не вышел в связи с постановлением суда (тем же, что запретило сингл «Heaven»))
- History (2000)